# Yannick Eijssen
Yannick Eijssen (26 de junio de 1989) es un ciclista belga.
En 2009 fue aprendiz en el equipo Silence-Lotto. Fue profesional desde 2011, cuando debutó con el equipo BMC Racing Team. Para la temporada 2015 fichó por el conjunto Wanty-Groupe Gobert. En 2016 recaló en las filas del equipo Crelan-Vastgoedservice, donde estuvo hasta el mes de mayo de ese mismo año cuando anunció su retirada con efecto inmediato.

## Palmarés
2010
- 1 etapa del Tour del Porvenir
- Ronde d'Isard, más 1 etapa
- Beverbeek Classic

## Resultados en Grandes Vueltas
Durante su carrera deportiva consiguió los siguientes puestos en las Grandes Vueltas:
| Carrera | Carrera         | 2011 | 2012  | 2013 | 2014 | 2015 | 2016 |
| ------- | --------------- | ---- | ----- | ---- | ---- | ---- | ---- |
|         | Giro de Italia  | —    | —     | —    | Ab.  | —    | —    |
|         | Tour de Francia | —    | —     | —    | —    | —    | —    |
|         | Vuelta a España | —    | 119.º | 83.º | —    | —    | —    |

—: no participa

Ab.: abandono

## Equipos
- BMC Racing Team (2011-2014)
- Wanty-Groupe Gobert (2015)
- Crelan-Vastgoedservice (2016)